# Villa Garnier
La villa Garnier est une voie du 15e arrondissement de Paris, en France.

## Situation et accès
La villa Garnier est une voie privée située dans le 15e arrondissement de Paris. Elle débute au 131, rue de Vaugirard et se termine en impasse.

## Origine du nom
Cette voie est nommée d'après Hippolyte Garnier (1815-1911), cofondateur des éditions Garnier frères, le propriétaire des terrains sur lesquels elle a été ouverte.

## Historique
Initialement dénommée « impasse Garnier », elle prend sa dénomination actuelle le 9 juillet 1986.
Alors appelée « impasse Garnier » elle fut atteinte le 25 mars 1918, durant la première Guerre mondiale, par un obus lancé par la Grosse Bertha.